# Ellen Gwaradzimba
Ellen Gwaradzimba (Gutu, 25 de diciembre de 1960-Harare, 15 de enero de 2021) fue una política zimbabuense, que se desempeñó como Ministra de Estado de Asuntos Provinciales para la Provincia de Manicalandia.

## Biografía

### Primeros años
Nació bajo el nombre de Ellen Munyoro en diciembre de 1960, en el distrito de Gutu. Realizó sus estudios primarios y secundarios en Masvingo.
A la corta edad de 16 años, se unió a las fuerzas rebeldes que combatían al gobierno rodesiano durante la guerra civil de Rodesia. Fue enviada a la Academia Militar Nachingwea, en Tanzania, para ser entrenada en guerra de guerrillas y guerra convencional. Posteriormente fue destinada a la Provincia de Gaza, en Mozambique. Durante la contienda también fue secretaria de los comandantes William Ndangana y Kumbirai Kangai.
Tras el fin de la guerra, estudió en la Universidad de Zimbabue y la Universidad de Fort Hare en Sudáfrica, donde obtuvo un doctorado en Educación.
Se desempeñó como profesora principal en el Politécnico de Mutare, decana en la Universidad de África y profesora titular en la Universidad de Zimbabue.

### Carrera política
De 2001 a 2009 fue Presidenta Provincial de la Liga de Mujeres de Zimbabue y de 2010 a 2018 fue Secretaria de Administración y miembro del Comité Central en la provincia de Manicalandia.
Fue elegida Senadora de Zimbabue en las elecciones de julio de 2018 y fue nombrada como Ministra de Asuntos Provinciales para Manicalandia en 2019, cargo que ejerció hasta su muerte.

### Controversias
En febrero de 2019 se informó que a su hijo, Remembrance Mbudzana, se le asignó una finca perteneciente al granjero Richard Le Vieux. Le Vieux, al ser informado de la orden de desalojo, se resistió y fue enjuiciado por desacatar órdenes gubernamentales. Finalmente, el presidente Emmerson Mnangagwa intervino para que la finca permaneciera en manos de Le Vieux. Aunque la prensa especuló ampliamente sobre el papel de Gwaradzimba en el episodio, nunca se abrió una investigación oficial.
En febrero de 2020, se vio involucrada en un episodio similar debido a la orden de desalojo de la Granja Umzila, la cual se dedicaba a la agricultura y ganadería y era una de las más grandes de la Provincia; Lameck Bvurere, propietario de la granja, fue desalojado por orden del gobierno local de Manicalandia, y Terrence Machocho, miembro de la nómina de Gwaradzimba, recibió una oferta para hacerse con la propiedad de la granja a un bajo precio. Aunque Bvurere escribió una carta de protesta al Ministro de Agricultura, el trato se concretó un mes después y Machocho se convirtió en el propietario de la granja.

### Fallecimiento
Murió el 15 de enero de 2021, víctima del COVID-19, en un hospital privado de Harare. Le fue conferido de manera póstuma el título de Héroe Nacional por parte del presidente Emmerson Mnangagwa.